# Hassan Wirajuda

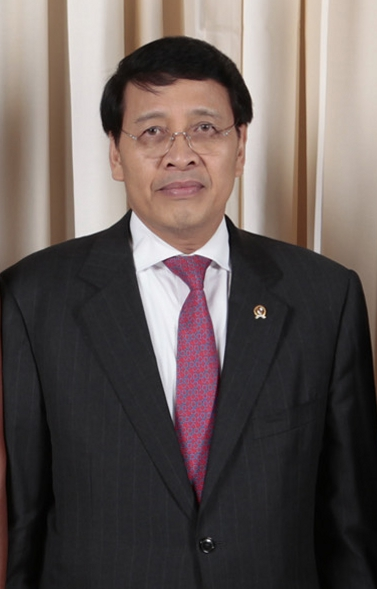
Hassan Wirajuda

Hassan Wirajuda (Tangarão, 9 de julho de 1948) é um político indonésio. Foi ministro dos negócios estrangeiros de 2001 até 2009.
Advogado de formação e diplomata por escolha, Wirajuda deteve vários postos importantes, incluindo Diretor-Geral de Assuntos Políticos no Ministério dos Negócios Estranteigos (2000 - 2001), Embaixador e Representante Permanente nas Nações Unidas e outras organizações em Genebra (1998 - 2000), Embaixador no Egito (1997 - 1998), e Diretor de Organizações Internacionais do Departamento de Negócios Estrangeiros (1993–1997).